# Paracinipe foreli
Paracinipe foreli är en insektsart som först beskrevs av Francois Jules Pictet de la Rive och Henri Saussure 1893.  Paracinipe foreli ingår i släktet Paracinipe och familjen Pamphagidae. Inga underarter finns listade i Catalogue of Life.